# 林芷芸
林芷芸（英語：Yunnie，1997年6月18日—），畢業於輔仁大學。大學期間曾擔任過直播主，同時開設Youtube頻道分享唱歌、跳舞、搞笑等有趣題材。在2018年加入台灣衛視中文台綜藝節目瘋神無雙，擔任固定班底。以一雙103公分長美腿以及甜笑容擄獲眾多網友關心，獲得國民初戀的稱號。

## 作品

### 電視劇
| 首播年份 | 播放頻道         | 戲劇名稱                   | 飾演   |
| 2019年   | TVBS歡樂台、台視 | 《女兵日記女力報到》       | 林芷芸 |
| 2019年   | TVBS歡樂台       | 《女力報到－小資女上班記》 | 林芷芸 |
| 2020年   | TVBS歡樂台       | 《女力報到－愛神出任務》   | 林芷芸 |
| 2020年   | TVBS歡樂台       | 《女力報到－最佳拍檔》     | 林芷芸 |
| 2020年   | TVBS歡樂台       | 《女力報到－正好愛上你》   | 林芷芸 |
| 2020年   | TVBS歡樂台       | 《女力報到－最美的約定》   | 林芷芸 |
| 2020年   | TVBS歡樂台       | 《女力報到－好運到》       | 林芷芸 |
| 2021年   | TVBS歡樂台       | 《女力報到－愛情公寓》     | 林芷芸 |
| 2021年   | TVBS歡樂台       | 《女力報到－男人止步》     | 林芷芸 |
| 2021年   | TVBS歡樂台       | 《女力報到－男人止步2》    | 林芷芸 |
| 2021年   | TVBS歡樂台       | 《女力報到－愛的故事》     | 林芷芸 |
| 2022年   | 中視、中天娛樂台 | 《台灣X檔案》              | 林芷芸 |
| 2025年   | 東森戲劇台       | 《惡靈世界》               | 許世葳 |

### 綜藝
| 年份   | 節目         | 身分     | 電視台     |
| ------ | ------------ | -------- | ---------- |
| 2018年 | 瘋神無雙     | 固定班底 | 衛視中文台 |
| 2023年 | 炸裂吧！女孩 | 固定班底 | 三立都會台 |

## 外部連結
- 林芷芸（ 優妮 ）的Facebook專頁
- 林芷芸（ 優妮 ）的Instagram帳戶
- YouTube上的Yunnie優妮頻道